# Jíva (Krkonošské podhůří)
Jíva (568 m n. m.) je kopec v Krkonošském podhůří. Leží mezi vesnicemi Bělá, Ústí, Roškopov, Karlov a Tample. Od hlavního hřebene Staropackých hor (za jejichž součást je Jíva někdy považována) je oddělena údolím říčky Olešky. 
V rámci Krkonošského podhůří leží Jíva v Podkrkonošské pahorkatině a ve Staropacké vrchovině. Vrchol se nachází na hranici okresů Semily a Jičín.

## Geologie
Jíva je tvořená zejména bazaltandezity (neboli melafyry). Kopec je významnou geologickou lokalitou – jedná se o naleziště efuzivních (výlevných) mandlovcovitých melafyrů s drcenými zónami, které jsou vyplněny nerosty mědi. Jíva je významným dokladem permské efuzivní a eruptivní vulkanické činnosti. Kopec je též nalezištěm achátů zajímavých barev a jaspisů i různě zbarvených křemenů.

## Flóra
Severozápadní úbočí je pokryto suťovým lesem, který poskytuje útočiště nitrofilním druhům rostlin.

## Turistika
Vrchol Jívy je volně přístupný, nicméně v současnosti (2024) na něj nevede značená turistická trasa. V minulosti ovšem vedla přes vrchol Jívy žlutě značená turistická trasa spojující Bělou a Novou Paku – tato trasa je vyznačena v turistické mapě KČT č. 23 (Podkrkonoší) z roku 2005. Trasa je zmíněna i na stránkách Interregion Jičín.

## Kultura
Obec Bělá, ležící na úpatí Jívy, má ve znaku trojúhelník, který má právě Jívu představovat.